# Liste der Werke Cyriak Blödners
Diese Liste enthält die Kartenwerke von Cyriak Blödner (1672–1733).
1. Carte Particuliere über Der Röm: Kays: May: und Hohen Allyrten Reichs Armee Feldzug am Obern Rhein Ao: 1702. (Kriegsarchiv Wien, H III d 68)
2. Carte Particuliere et Relative de la Campagne en Suabe sur le Danube De l'Armee Imperiale etc. 1703. (Kriegsarchiv Wien, H III d 91)
3. Carte Particuliere et Relative contenant Tous les Movements, Marches et Expeditions de l'Armee Imperiale et des Hauts Aliés de l'Année 1704 etc. 1704. (Kriegsarchiv Wien, H III d 129)
4. Carte Particuliere et Relative contenant Tous les Mouvements, Marches et Expeditions de l'Armee Imperiale et des Hauts Aliés de l'Année 1704 etc. 1704. (Kriegsarchiv Wien, H III d 129) - Kopie der No. 3.
5. Carte De La Campagne L'an 1704. De L'Armeé Imperiale et Hauts Allies Sous Son Alt. Sme. Mon Seigneur Le Prince Louis Guillaume Marggrave de Bade et Hochberg ... Contre Les Francois et Bavarois ... Dans La Baviere et Suabe. 1704. (Generallandesarchiv Karlsruhe, Plansammlung Großherzogliche Hausfideikommission, II Bd., Nr. 24)
6. Carte De la Campagne De l'Armeé 1705 Sour le haut Rhin Comprenant Les Mouvements de l'Armeé Imperialé et des Alliés. 1705. (Kriegsarchiv Wien, H III d 191)
7. Carte De La Campagne sur le Rhein de L'anneè MDCCV Comprenant Les Mouvements de L'Armèe Imperiale et des Haute Allieès Commandèe par son Alth. Serme. Monseigneur Le Prince Louis Guillaume Margg: de Bade ... contre L'Armèe de France etc. 1705. (Generallandesarchiv Karlsruhe, Plansammlung Großherzogliche Hausfideikommission, II Bd., Nr. 25)
8. Carthe über Der Römi: Kais: Majest.: und Hohen Allijrten Reichs Armeé Feldzug Ao. 1706 am Ob: Rhein usw, 1707. (Kriegsarchiv Wien, H III d 232)
9. Memoires einiger Lager am Ober Rhein zwischen Lauterburg und Speyer sambt denen Orthen wo mann allezeit nach iedes Lager commoditè die Schiffbrucken über den Rhein zumachen hatt, die Situation und Lauff des Rheins auch darinnen genau verzeichnet. 1708. (Kriegsarchiv Wien, H III d 240)
10. Carte Über der Röm: Kays: Maijs: und Hohen Allijrten Reichs Armeé Feldzug Ober Rhein Anno 1708. (Kriegsarchiv Wien, H III d 256)
11. Carte Der Röm: Kays: Maij: und Hohen Allijrten Reichs Armeé Feldzug Obern Rhein Anno 1709. (Kriegsarchiv Wien, H III d 260)
12. Carte über Der Röm-Kayserliche Maijst und Hoher Allijrten Reichs Armeé Feldzug Ober Rhein Ao 1710. (Kriegsarchiv Wien, H III d 284)
13. Carte der Königl. Spanischen auch zu Hungarn und Böheim Königl. Maijst. Carolo VI. und Hohen Allijrten Reichs Armeé Feldzug am Ober Rhein usw, 1711. (Kriegsarchiv Wien H III d 312)
14. Plan Der Gegend Arras, Douay, Condé, Valensienes und Bouchain sambt der R. Kays. m. und Hohen Allyrten Armee Feldlager bey Lewarde ... worinnen zugleich enthalten was dem Monath May 1711 vorgefallen. 1711. (Kriegsarchiv Wien, H III d 728)
15. Particular Carte Über der Röm: Kays: Maij: und Hohen Allijrten Reichs Armeé Feldzug am Ob: Rhein 1712 usw. 1712. (Kriegsarchiv Wien H III s 329)
16. Theatrum Belli Rhenani Worinnen enthalten Dero Röm: Kays. und Cath: My: Carolo VI und De H. Röm. Reichs Armée Feldzug 1713 usw. 1713–15., (Kriegsarchiv Wien, H III d 344)
17. Plan Der Schlacht bey Peterwardein. 1716. (Kriegsarchiv Wien, H III d 905)
18. Designation Der Bataille Zwischen der Röm. Kayßerl. u. Cathol. My. Armée unter Ihro hochfürstl. Durchl. Prinz Eugenio von Savoyen ... und der Türkischen Armée unter dem Groß-Vezier, Zwischen Peterwaradein u. Carlowiz, gehalten den 5. Aug. 1716 usw. 1716. (Hauptstaatsarchiv Stuttgart, A 30/31, Nr. 247)
19. Carte Über Dero Röm: Kayserl: u. Cathol. Myt. Haupt Armée Gloriosen Feldzug in dem Königreich Ungarn Ao. 1716 usw. 1716. (Kriegsarchiv Wien, H III d 893)
20. Temesvar. 1716. (Hauptstaatsarchiv Stuttgart, A 30/31, Nr. 252)
21. Plan Von der passage der kayserl. Armeé uber die Donau an dem ausflus der Temes sambt derren Lager und mouvement in dem Lager vor Belgrad den 18. Junii 1717. 1717. (Hauptstaatsarchiv Stuttgart, A 30/31, Nr. 257)
22. Plan De la Bataille de Bellgrad donné entre l'Armee Imperiale sous le commendement de S.A.Sme. Monsgr le Prince Evgene de Savoy et celles des Turcs le 16me. d'Aout 1717. 1717. (Kriegsarchiv Wien, H III d 955)
23. Plan der Schlacht bey Peterwardein, 1718. (Deutsche Staatsbibliothek Berlin, Kartenabteilung, Kriegsgeschichtliche Karten-Sammlung, Da 4.10.g)
24. Plan der Türckischen Vestung Temeswar, 1718. (Deutsche Staatsbibliothek Berlin, Kartenabteilung, Kriegsgeschichtliche Karten-Sammlung, Da 4.11.e)
25. (Stadtpläne von Sizilien.) 1719. (Deutsche Staatsbibliothek Berlin, Kartenabteilung, Kriegsgeschichtliche Karten-Sammlung, Da 5.14)
  1. Plan de la Ville de Palermo en Sicile.
  2. Plan de Syracuse en Sicile.
  3. Plan d'Augusta en Sicile.
26. (Stadtpläne von Milazzo.) 1719. (Deutsche Staatsbibliothek Berlin, Kartenabteilung, Kriegsgeschichtliche Karten-Sammlung, Da 5.16.f)
  1. Plan Der Stadt und Vestung Melazzo in Sicilien.
  2. Plan De la Ville de Melazzo en Sicile.
27. (Stadtpläne von Sizilien.) 1719. (Deutsche Staatsbibliothek Berlin, Kartenabteilung, Kriegsgeschichtliche Karten-Sammlung, Da 5.16.e)
  1. Plan de Melazzo avec les Environs et le Cap de Melazzo en Sicile.
  2. Plan Du Chateau de Catanea en Sicile.
  3. Declaration de la Planta de Catanea.
  4. Plano del Castel de la Bruccula.
  5. Plan de Trapano en Sicile.
28. Plan Der Attaque des Citadells von Messina in Sicilien usw. 1719. (Deutsche Staatsbibliothek Berlin, Kartenabteilung, Kriegsgeschichtliche Karten-Sammlung, Da 5.26.k)
29. (Stadtpläne von Messina.) 1719. (Deutsche Staatsbibliothek Berlin, Kartenabteilung, Kriegsgeschichtliche Karten-Sammlung, Da 5.15.d)
  1. Plan de la Ville et Fortresses de Messina en Sicile.
  2. Plan der Citadelle zu Messina in Sicilien.
  3. Plano del Castello Castellazzo de Messina en Sicile.
  4. Plano del Castello de Gonzaga de Messina.
  5. Plano del Castello de Matta Griphone de Messina
  6. Plano del Castello de St: Salvator de Messina.
30. Eigentliche Designation Der Bataille, welche zwischen der Kayserlichen Armée ... und der Türckischen ... den 5. Augusti Ao. 1716 zwischen Peterwardein und Carlowiz ... gehalten worden. Entworffen auff der Wahlstatt von Cyriacus Blödner Kayserl. Ingenieur Major. Augsburg, um 1720. (Kupferstich von Johann August Corvinus und Jeremias Wolff (Deutsche Staatsbibliothek Berlin, Kartenabteilung, Kriegsgeschichtliche Karten-Sammlung, Da 4.10.d) sowie Kriegsarchiv Wien, H III d 908)
31. Plan der Insel und Königreichs Sicilien usw. 1720. (Kriegsarchiv Wien, H III d 1000)
32. Plan der Insel und Königreichs Sicilien Wie solches von der Spanischen Flotte ... feindlich angefallen ... von der Englischen Flotte aber ... ao 1718 und von der Kaysl: Armée ... 1719 von weiteren Progressen verhindert usw. 1720. (Deutsche Staatsbibliothek Berlin, Kartenabteilung, Kriegsgeschichtliche Karten-Sammlung, Da 5.12)
33. Theatrum Belli Rhenani Worinnen enthalten Der Röm: Kayserl: Mayst: und des Heyl: Röm: Reichs Haubt Armée Feldzug ano 1713. 1717–25., (Kriegsarchiv Wien, H III d 344, zweites Exemplar)
34. Territorium seculare Episcopatvs Spirensis una cum terris adiacentibus ... desuntum et exhibitum hac novâ mappa geographica. (Nürnberg 1753, Kupferstich der Homännischen Erben, Generallandesarchiv Karlsruhe, Plansammlung Großherzogliche Hausfideikommission Ha 2, auch Deutsche Staatsbibl. Berlin, M 9890, auch Herzog August Bibl. Wolfenbüttel, 9,381)
35. (Karte der Feldlager des Jahres 1704, Verweis darauf in den Rechnungen der Landschaftseinnehmerei 1708/09)
36. (Plan von Landau, Blödners Originalbezeichnung für Plan No. 41)
37. (Plan von Freiburg i. Br., Originalkartierung Blödners der Zweitfertigung Plan No. 42)
38. (Karte des Rheinstroms, 1716)
39. (Plan von Messina, 1717)
40. (Karte von Sicilien, 1717)
41. (Plan von Landau, Kopie durch Ing. Schuster von Blödners Plan No. 36)
42. (Plan von Freiburg i. Br., Kopie durch Ing. Selleisen von Blödners Plan No. 37)
43. (Kartenentwurf der Kriegshandlungen von 1713)
44. (Karte der Kriegshandlungen von 1713. Eine von Ing. Schuster 1726 angefertigte Kopie von No. 43.)